# EVGA 코퍼레이션

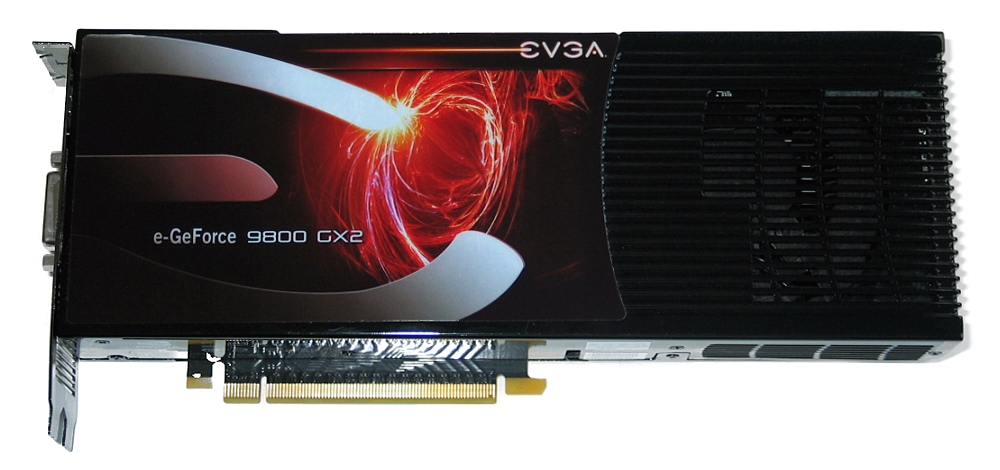
EVGA 엔비디아 지포스 9800 GX2 PCIe 그래픽 카드.

EVGA 코퍼레이션(EVGA Corporation)은 소비자 시장을 대상으로 엔비디아 GPU 기반 그래픽 카드와 인텔 칩셋 기반 메인보드를 생산하는 미국의 컴퓨터 하드웨어 기업이다. 2010년부터 이 기업은 다른 컴퓨터 부품을 포트폴리오에 추가하기 시작했는데, 여기에는 게이밍 노트북, 전원공급장치, 컴퓨터 케이스, 게이밍 마우스를 포함한다. 1999년 7월에 설립되었으며 본사는 캘리포니아주 브레아에 위치해 있다.

## 제품
EVGA의 제품에는 메인보드, 그래픽 카드, 전원공급장치, 관련 액세서리가 있다. 처음에 메인보드는 엔비디아 레퍼런스 디자인에 국한되었으나 엔비디아 칩셋 기반의 비레퍼런스 디자인으로 확장하였으며 인텔 칩셋 기반의 디자인도 채용하면서 메인보드 시장에서 엔비디아가 퇴출되는 결과를 낳았다. 인텔 칩셋 기반의 최초의 EVGA 메인보드는 X58 SLI이며, 3-way SLI를 지원하며 2008년 11월에 발표되었다. 공장 오버클럭형 그래픽 카드는 SC, SSC, FTW 에디션을 포함한다. (과거에는 특수 KO 에디션이었음) 전문 VGA 쿨러 및 VGA 워터 블록과 같은 기타 제품들 또한 EVGA를 통해 구매할 수 있다.

## 같이 보기
- 애즈락
- 에이수스
- 바이오스타
- 엘리트그룹 컴퓨터 시스템스 (ECS)
- 기가바이트 테크놀로지
- MSI
- 엔비디아